# الاتفاقية الأنجلو-أيرلندية

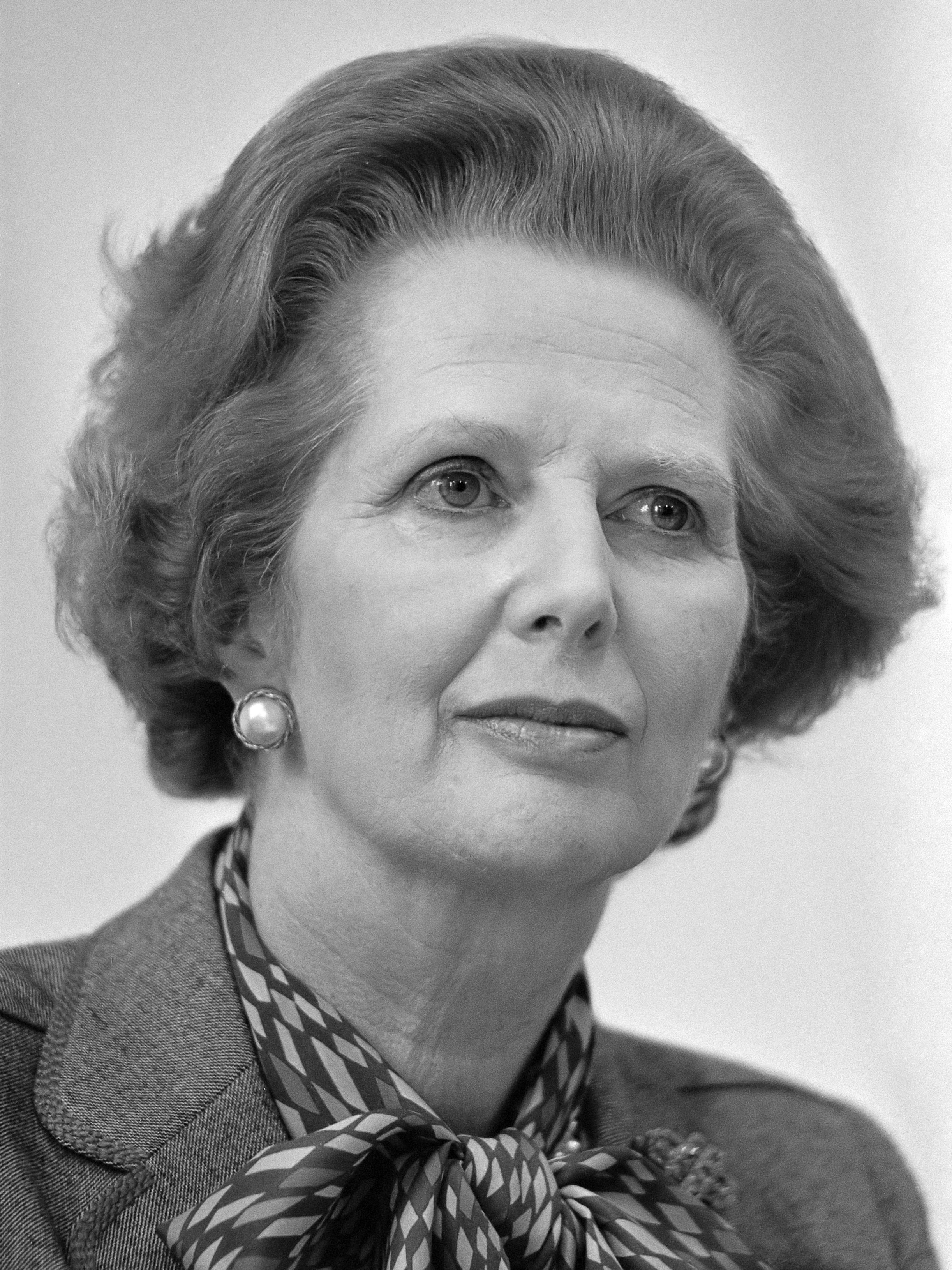

كانت الاتفاقية الأنجلو-أيرلندية أو الاتفاقية الإنجليزية الأيرلندية معاهدة تمت عام 1985 بين المملكة المتحدة وجمهورية أيرلندا تهدف إلى المساعدة في إنهاء المشاكل في أيرلندا الشمالية. أعطت المعاهدة الحكومة الأيرلندية دورًا استشاريًا في حكومة أيرلندا الشمالية مع التأكيد على أنه لن يكون هناك تغيير في الموقف الدستوري لأيرلندا الشمالية ما لم توافق الغالبية الشعبية على الانضمام إلى الجمهورية. وحددت أيضًا شروط تشكيل حكومة توافقية في المنطقة.
وُقعت الاتفاقية في 15 نوفمبر 1985 في قلعة هيلزبورو، من قبل رئيسة الوزراء البريطانية مارغريت تاتشر والتاويسيتش (رئيس الوزراء) غاريت فيتزجيرالد.

## خلفية
خلال فترة ولايتها الأولى بصفة رئيسة للوزراء، أجرت تاتشر محادثات غير ناجحة مع كل من جاك لينش وتشارلز هوغي حول حل الصراع في أيرلندا الشمالية. في ديسمبر 1980 اجتمعت تاتشر وهوجي في دبلن، مع البيان اللاحق الذي دعا إلى إجراء دراسات مشتركة حول الروابط المؤسسية الجديدة المحتملة بين بريطانيا وأيرلندا الشمالية وجمهورية أيرلندا. على الرغم من أن هذا أدى إلى تأسيس المجلس الحكومي الأنجلو-أيرلندي في عام 1981، لكن العلاقات الأنجلو-إيرلندية تدهورت بحلول هذا الوقت بسبب الإضراب عن الطعام في أيرلندا، وبالتالي أُهملت هذه الهيئة. استأنف هوغي السلطة بعد ذلك بفترة وجيزة وانحاز إلى جانب الأرجنتين خلال حرب الفوكلاند، ما أدى إلى إلغاء الاجتماع المقرر في يوليو 1982. ومع ذلك، اقترح وزير إيرلندا الشمالية البريطاني، جيم بريور، التفويض المتداول: وهو نهج تدريجي يتم بموجبه نقل الحكومة المحلية إلى جمعية منتخبة من خلال التمثيل النسبي. قاطع المجتمع القومي هذا الأمر وتوقفت الخطة بحلول يونيو 1983.
كانت حملة الجيش الجمهوري الأيرلندي على البر الرئيسي البريطاني مستمرة، مع قصف ثكنات تشيلسي في أكتوبر 1981، وتفجيرات هايد بارك وريجينت بارك في يوليو 1982 وتفجيرات هارودز في ديسمبر 1983. كانت تاتشر نفسها هدفًا في تفجير فندق برايتون في أكتوبر 1984. أبلغت المخابرات العسكرية البريطانية تاتشر أنها لا تستطيع مواجهة الجيش الجمهوري الأيرلندي وأن احتمالية العنف الذي لا ينتهي أقنعها بالسعي إلى حل سياسي للمشاكل. تكمن أصول الاتفاقية الأنجلو-أيرلندية في المفاوضات التي جرت وراء الكواليس بين المكاتب الخارجية البريطانية والأيرلندية، بتنسيق من وزير مجلس الوزراء، روبرت أرمسترونج، وسكرتير الحكومة الأيرلندية، ديرموت نالي.
تأسس منتدى أيرلندا الجديدة (بدعم من Taoiseach Garret وفيتزجيرالد) في مايو 1983 على يد جون هيوم في محاولة لتقويض الدعم للجيش الجمهوري الإيرلندي من خلال الجمع بين الأحزاب القومية الدستورية من كلا جانبي الحدود. في يونيو 1983 اجتمعت تاتشر وفيتزجيرالد مرة أخرى وأعادا إحياء المجلس الأنجلو أيرلندي، الذي اجتمع ستة عشر مرة بين نوفمبر 1983 ومارس 1985. نُشر تقرير منتدى أيرلندا الجديدة في مايو واقترح ثلاثة حلول ممكنة: أيرلندا موحدة فيدرالية أو أيرلندا كونفدرالية موحدة أو سيادة مشتركة. كان فيتزجيرالد يأمل في إقناع تاتشر بالخيار الثالث ولكن في المؤتمر الصحفي بعد لقائهما أعلنت تاتشر علنًا أن جميع الخيارات الثلاثة قد (خرجت). أقنع عناد تاتشر الرئيس الأمريكي رونالد ريغان بالتدخل.
جاء أقوى ضغط من أجل الاتفاقية من الولايات المتحدة، إذ كان اللوبي الأيرلندي الأمريكي في المرتبة الثانية بعد اللوبي الإسرائيلي في التأثير. بقيادة رئيس مجلس النواب تيب أونيل، والسيناتور إدوارد كينيدي ودانييل موينيهان، شجب اللوبي الأيرلندي بانتظام ما اعتبروه الاستعمار البريطاني وانتهاكات حقوق الإنسان في أيرلندا الشمالية. ريغان، الذي كان أيضًا أمريكيًا أيرلنديًا وزار أيرلندا في يونيو 1984، شجع تاتشر بشكل متزايد على إحراز تقدم في المحادثات الأنجلو إيرلندية. كتب 45 من أعضاء مجلس الشيوخ وأعضاء الكونجرس (بما في ذلك أونيل وكينيدي وموينيهان) إلى ريغان ينتقدون رفض تاتشر تقرير المنتدى. ودفعوه أيضًا إلى الضغط على تاتشر لإعادة النظر في موقفها في الاجتماع القادم في كامب ديفيد في ديسمبر 1984. وقد ناقش ريغان على النحو الواجب أيرلندا الشمالية مع تاتشر في اجتماعهما، وأخبرها أن إحراز تقدم أمر مهم وأن هناك اهتمامًا كبيرًا من الكونجرس في هذا الشأن، مضيفًا أن أونيل أرادها أن تكون معقولة وصريحة. بعد ذلك، أكد ريغان لأونيل أنه شدد على الحاجة إلى التقدم.